# Іван Шантек
Іван Шантек (хорв. Ivan Šantek, 23 квітня 1932, Загреб — 14 квітня 2015, Загреб) — югославський футболіст, що грав на позиції захисника, зокрема, за клуби «Загреб» та «Динамо» (Загреб), а також національну збірну Югославії.
Чемпіон Югославії. Дворазовий володар кубка Югославії.

## Клубна кар'єра
У футболі дебютував 1951 року виступами за команду «Загреб», в якій провів шість сезонів, взявши участь у 98 матчах чемпіонату. 
Своєю грою за цю команду привернув увагу представників тренерського штабу клубу «Динамо» (Загреб), до складу якого приєднався 1957 року. Відіграв за «динамівців» наступні шість сезонів своєї ігрової кар'єри.
Завершив ігрову кар'єру у команді «Ваккер» (Інсбрук), за яку виступав протягом 1963—1966 років.

## Виступи за збірну
1956 року дебютував в офіційних матчах у складі національної збірної Югославії. Протягом кар'єри у національній команді провів у її формі 6 матчів.
У складі збірної був учасником  футбольного турніру на Олімпійських іграх 1956 року у Мельбурні, де разом з командою здобув «срібло».
Був присутній в заявці збірної на чемпіонаті світу 1958 року у Швеції, але на поле не виходив.

### Статистика виступів за збірну
| Матчі і голи за збірну | Матчі і голи за збірну | Матчі і голи за збірну | Матчі і голи за збірну | Матчі і голи за збірну | Матчі і голи за збірну | Матчі і голи за збірну     | Матчі і голи за збірну |
| #                      | Дата                   | Місто                  | Суперник               | Голів                  | Результат              | Турнір                     | Прим.                  |
| ---------------------- | ---------------------- | ---------------------- | ---------------------- | ---------------------- | ---------------------- | -------------------------- | ---------------------- |
| 1.                     | 28.11.1956             | Мельбурн               | США                    | -                      | 9-1                    | XVI Літні Олімпійські ігри |                        |
| 2.                     | 04.12.1956             | Мельбурн               | Індія                  | -                      | 4-1                    | XVI Літні Олімпійські ігри |                        |
| 3.                     | 08.12.1956             | Мельбурн               | СРСР                   | -                      | 0-1                    | XVI Літні Олімпійські ігри |                        |
| 4.                     | 23.12.1956             | Джакарта               | Індонезія              | -                      | 5-1                    | Товариський матч           |                        |
| 5.                     | 18.05.1957             | Братислава             | Чехословаччина         | -                      | 0-1                    | Кубок Центр. Європи        | 46'                    |
| 6.                     | 14.09.1958             | Відень                 | Австрія                | -                      | 4-3                    | Товариський матч           |                        |

## Титули і досягнення
- Чемпіон Югославії (1):

«Динамо» (Загреб): 1958
- Володар кубка Югославії (2):

«Динамо» (Загреб): 1960, 1963
- Срібний олімпійський призер: 1956

## Смерть
Помер 14 квітня 2015 року на 83-му році життя у місті Загреб.